# Епископ шумадијски Сава
Сава (световно Светозар Вуковић; Сента, 13. април 1930 — Београд, 16. јун 2001) био је епископ шумадијски и дописни члан САНУ.

## Биографија
Његово световно име било је Светозар. Основну школу и нижу реалну гимназију завршио је у Сенти, затим Богословију Светог Саве у манастиру Раковици 1950, а Богословски факултет у Београду 1954. године. Постављен је за суплента Богословије Светог Саве у Београду 1958. године. Године 1957. и 1958. провео је на постдипломским студијама на старокатоличком богословском факултету Универзитета у Берну (Швајцарска) радећи истовремено на докторској дисертацији Типик архиепископа Никодима. Докторирао је 15. маја 1961. године на Богословском факултету у Београду.
Замонашен је у манастиру Ваведење 1959. године, а за викарног епископа моравичког је хиротонисан 1961. године у Саборној цркви у Београду од стране патријарха српског Германа, епископа бачког Никанора и епископа банатског Висариона.
На Богословском факултету у Београду предавао је литургику са историјом уметности од 1961. до 1967. године када је изабран за епископа источноамеричког и канадског где је остао до 1977. године када је постао епископ шумадијски. Представљао је Српску православну цркву у комисији за припрему Светог и Великог сабора православне цркве у Женеви (1979—1991) и у Дијалогу са Римокатоличком црквом (1980—1991).
Администрирао је следећим епархијама: Источноамеричком и канадском, Жичком, Банатском, Темишварском, Средњозападноамеричком, Западноамеричком и Бачком. Започео је градњу више од стотину нових храмова у Шумадији а преко педесет је освештао. Подигао је Цркву Светог Георгија у Вишевцу, родном месту вожда Карађорђа као личну задужбину и обновио мноштво манастира широм Шумадијске епархије. Основао је више епархијских фондова за финансирање грађевинске делатности, стипендирање свештеничких кандидата, за бригу о пензионисаним свештеницима, Дом за децу „Свети Јован Крститељ” (Топола, Дивостин), амбуланте у селима Клока и Цветојевац, Добротворни фонд „Човекољубље”, Богословију „Светог Јована Златоустог” у Грошници. За време службе у Америци основао је четрнаест нових парохија и један манастир.
Током администрирања Темишварском епархијом (16 година), основао је више православних црквених општина и старао се о очувању и обнови чувених српских манастира Базјаш, Бездин, Златица, Кусић, Св. Ђурђе на Брзави и обезбедио је богословско школовање и стипендирање за више од педесет српских младића из румунског дела Баната.
Преминуо је 16. јуна 2001. године. Сахрањен је 19. јуна у Саборној цркви у Крагујевцу.
Поводом 20 година од његове смрти 2021. године објављена је споменица.

## Радови
Бавио се научним радом а радове из историје и литургике објављивао је у нашим и страним часописима и листовима.
Написао је следећа дела „Историја Српске православне цркве у Америци и Канади 1891-1941.” затим књигу „Српски јерарси”, „Гробна места српских архијереја”. Као епископ моравички био је покретач излажења часописа „Српска православна црква - њена прошлост и садашњост / Serbian Orthodox Church - Its Past and Present” на српском и енглеском језику, као и новина Српске патријаршије „Православље”, чији је одговорни уредник био од првог до седмог броја, до одласка на нову дужност у САД. Глави уредник „Гласника, службеног листа Српске православне цркве“ био је од јуна 1966. до јула 1967. године. Покренуо је часопис Источноамеричке и канадске епархије „Стаза православља”, који је касније постао званични лист Српске православне цркве у САД и Канади. Уредио је споменицу под насловом „Седам и по столећа Српске цркве”, на српском и енглеском језику и „Календар Српске православне цркве у Америци и Канади за 1971. годину”. Покренуо је „Каленић”, лист Шумадијске епархије. Као администратор епархија банатске (1980—1985) и бачке (1988—1990) обновио је некадашње часописе ових епархија: „Банатски весник” (1981) у Вршцу и „Беседа“ (1989) у Новом Саду. Администрирао је и темишварском епархијом 1980-1996. Уређивао је „Цркву, календар Српске патријаршије“ за 1981, 1982. и период од 1996. до 2001. године.
Аутор је прилога у књизи "Сто најзнаменитијих Срба". За дописног члана Српске академије наука и уметности је изабран 1997. године. Матица српска га је изабрала за члана сарадника 1991. године, а стални члан постао је 1995. године.

## Одликовања
Свети архијерејски сабор Српске православне цркве на редовном заседању 2001. године одликовао је епископа др Саву Орденом Светог Саве I степена поводом четрдесетогодишњице архијерејске службе у знак признања за четрдесетогодишње самопрегорно и успешно архијерејско служење цркви, као и за научни рад у духу православља којем је даноноћно посвећивао све Богом дате му таленте.
Указом председника СР Југославије Војислава Коштунице, постхумно је одликован Медаљом Белог анђела за изузетно лично остварење и допринос у области црквене историје и хуманистичких наука.

## Галерија
- У младости
- У башти свог родног дома у Сенти
- У пратњи Патријарха српског Германа са Титом и Јованком Броз
- Са мајком	Милицом и оцем Васом
- Епископ Сава са мајком
- Испред Владичанског двора у Вршцу
- Са Патријархом српским Павлом
- Инсигније и одежда епископа Саве
- Спомен-биста епископа Саве у Кливленду
- Гроп епископа Саве у крагујевачкој Саборној цркви